# أجزاء الكتاب المقدس (مكتبة كاتدرائية درم)

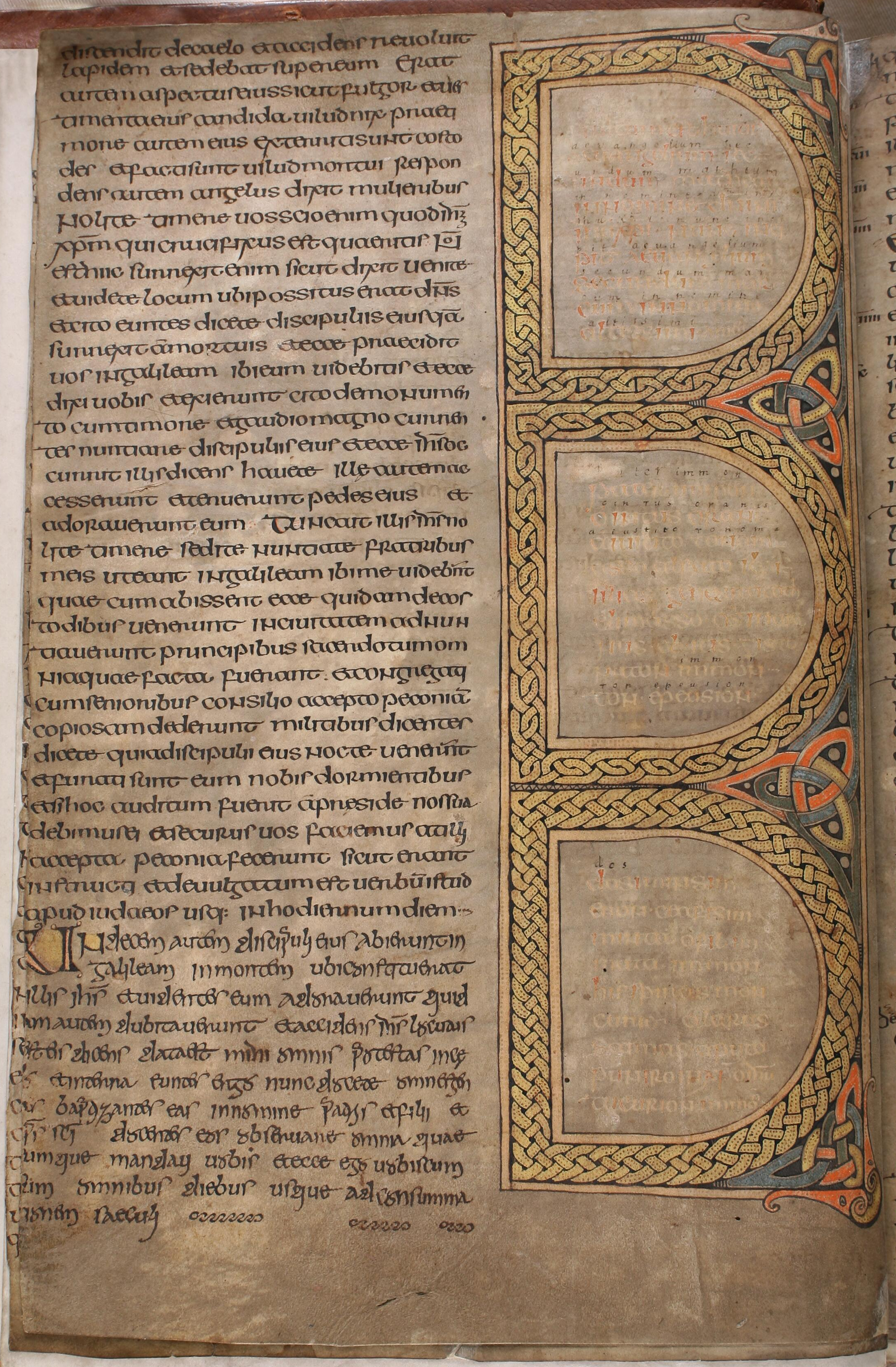

أجزاء الكتاب المقدس التابعة لمكتبة كاتدرائية درم . هو كتاب أناجيل منقسم من القرن السابع الميلادي ، تم إنتاجه في Lindisfarne c. 650.  لم يتبق سوى سبعة أوراق من الكتاب ، مقيدة بثلاثة مجلدات منفصلة في عميد كاتدرائية دورهام ومكتبة الفصل (MS A. II 10 صص. 2-5 ، 238-8 أ ؛ MS C. III. و MS C. III. 20 ، صص. 1-2). على الرغم من أن هذا الكتاب مجزأ ، إلا أنه أقدم مثال على ذلك في سلسلة كتب الإنجيل الإنشائية الفخمة التي تشمل كتاب دورو ، وأناجيل ليندزفارن ، وإنجيلات سانت تيلو وكتاب كيلس .
إن الإضاءات الباقية هي حدود للكولوفون في نهاية إنجيل متى وبكتابة حرف واحد فقط في بداية إنجيل مرقس .